# Манат (село)
Манат (каз. Манат) — село в Уланском районе Восточно-Казахстанской области Казахстана. Входит в состав Таргынского сельского округа. Код КАТО — 636273400.

## Население
В 1999 году население села составляло 379 человек (191 мужчина и 188 женщин). По данным переписи 2009 года, в селе проживало 199 человек (103 мужчины и 96 женщин).